# Moulin du Plâda
De Moulin du Plâda is een watermolen in de Henegouwse plaats Vloesberg, gelegen aan Boudenghien 10.
Deze bovenslagmolen op de Ruisseau d'Ancre fungeerde als korenmolen.
Al in 1275 was sprake van een watermolen op deze plaats. Tegenwoordig rest er een langwerpig gebouw met een bakstenen asgat. Het metalen waterrad raakte in verval en werd verwijderd, evenals de maalinrichting.